# Maghavouz
Çardaqlı
Maghavouz (en arménien Մաղավուզ, en azéri Çardaqlı) est une communauté rurale de la région de Martakert, au Haut-Karabagh. Elle inclut le village de Kmkadzor. Elle compte 468 habitants en 2005.

## Histoire
Depuis l'éclatement de l'URSS en 1991 et la fin de la première guerre du Haut-Karabagh en 1994, la commune est sous administration du Haut-Karabagh. 

## Économie
Les principales activités sont l'élevage, l'agriculture et l'exploitation minière. En 2015, le village possède un bâtiment municipal, une école secondaire (lycée), trois magasins, and un centre médical.

## Patrimoine
Les bâtiments historiques aux alentours du village actuel sont constitués par les ruines d'un village médiéval, une chapelle datant de 1260, un khatchkar du XIIIe siècle et l'église Saint Georges du XIXe siècle (arménien : Սուրբ Գևորգ եկեղեցի).

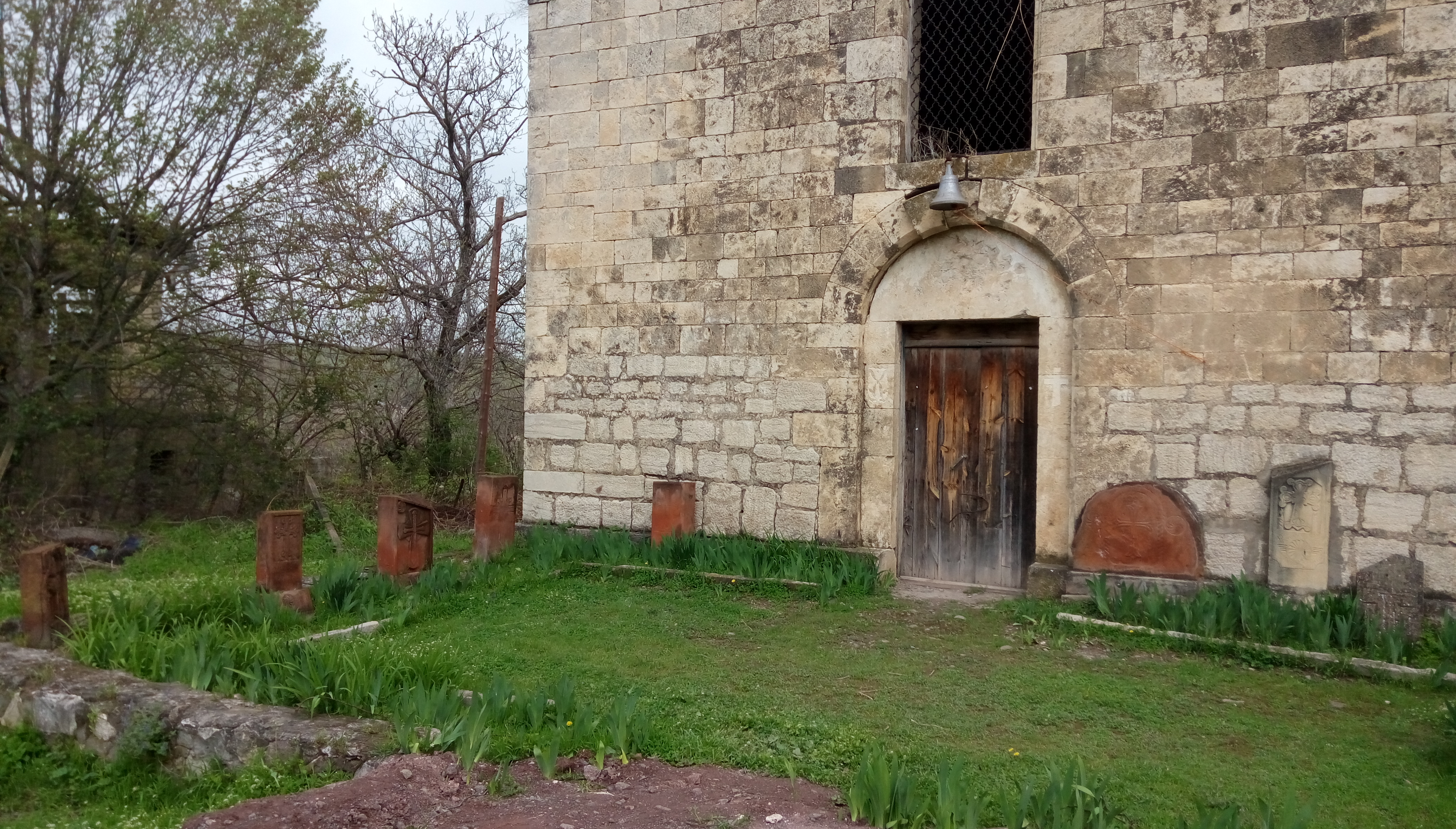
L'église Saint Gevorg (Saint Georges) à Maghavouz.